# Joubarbe des toits
Sempervivum tectorum
Pour les articles homonymes, voir Joubarbe.
Espèce
Classification phylogénétique
La Joubarbe des toits (Sempervivum tectorum), également appelée Barbe de Jupiter, est une espèce de plantes succulentes thermophiles à comportement héliophile de la famille des Crassulacées.

## Histoire

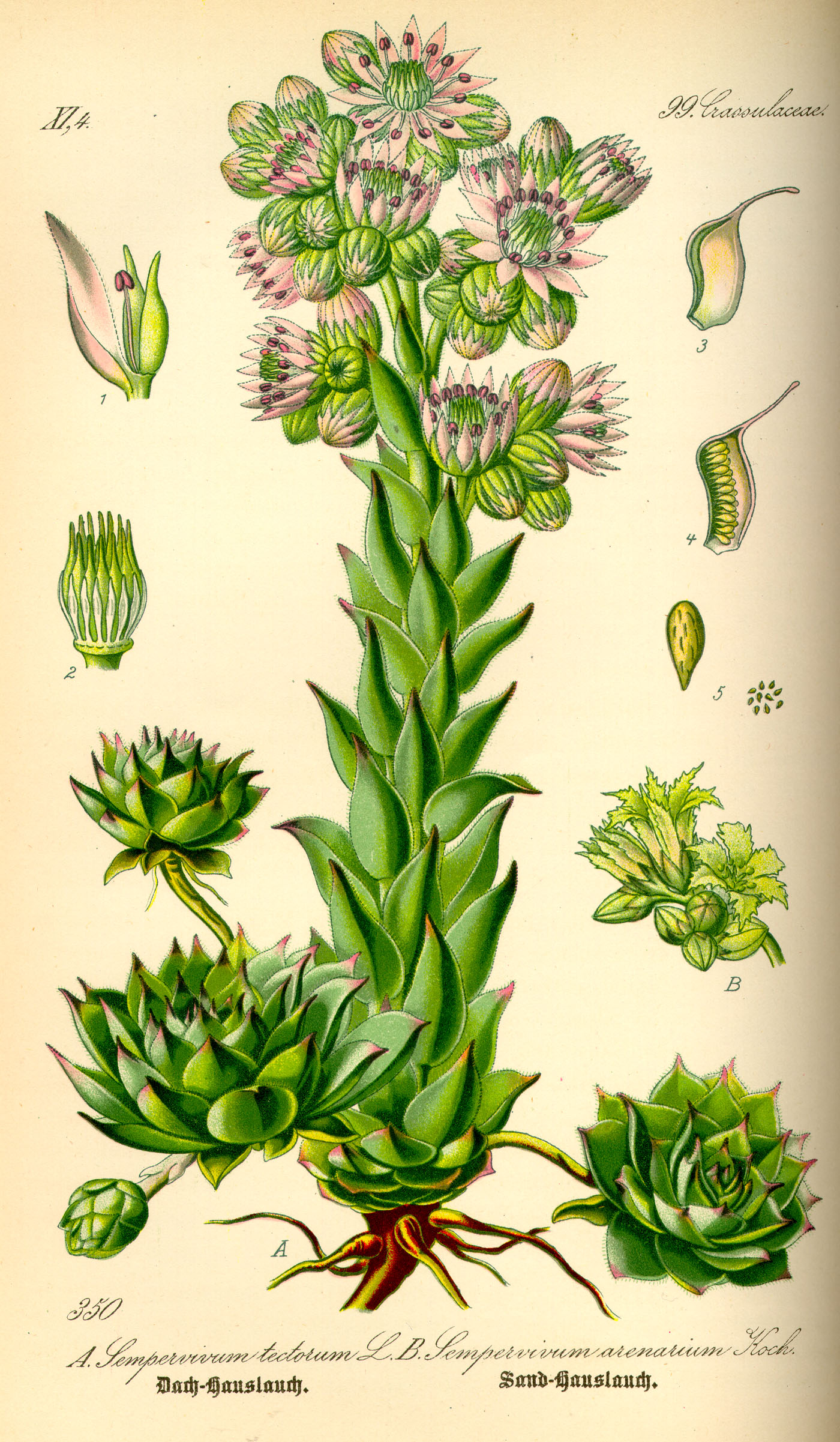
Joubarbe des toits

Le Sempervivum tectorum était connu dans l'Antiquité gréco-romaine sous de nombreuses appellations différentes (Jacques André, 2010). 
Jadis, la Barbe de Jupiter était considérée comme une plante magique associée à la magie blanche. Selon une ancienne croyance, la Joubarbe des toits dite aussi Barbe de Jupiter, plantée sur le toit des chaumières protègerait celle-ci contre la foudre, cet attribut spécifique au dieu Jupiter.
Elle fait partie des plantes dont la culture est recommandée dans les domaines royaux, sur les toits, par Charlemagne dans le capitulaire De Villis (fin du VIIIe siècle ou début du IXe).

## Description
Les feuilles succulentes sont en rosettes de 5 à 15 cm de diamètre, restant au ras du sol. De couleur vert glauque, elles sont oblongues-obovales, de 15 x 45 mm, avec des marges ciliées et l'apex teinté de rougeâtre, mucroné.
La hampe florale s'érige de juin à septembre puis meurt après la floraison. Elle est robuste et densément couverte d'écailles. Elle porte des fleurs rose pâle, de 20 à 30 mm de diamètre. Les pétales étalés sont lancéolés-linéaires, pubescents et 2 fois plus long que le calice. Les étamines sont rouges. Les pétales normalement roses, peuvent être parfois albiniques, et alors associés à des étamines jaunâtres.
La plante meurt après la fructification (monocarpie) mais survit par les stolons qu'elle a produit les années précédant la floraison.
La plante émet de nombreuses nouvelles rosettes au bout d'un stolon, ces rosettes vont s'enraciner à quelques centimètres de la plante mère et le stolon va disparaître ce qui permet une multiplication très rapide : en conditions idéales, une plante pourra en produire au moins une vingtaine en une année. Il est très facile d'obtenir un nouveau plant en arrachant une rosette et en la replantant. Au bout de quelques années, un bouquet dense se sera formé.

## Caractéristiques
- Organes reproducteurs :
  - Type d'inflorescence : cyme capituliforme
  - Répartition des sexes : hermaphrodite
  - Type de pollinisation : entomogame
  - Période de floraison : juin à août
- Graine
  - Type de fruit : follicule
  - Mode de dissémination : barochore
- Habitat et répartition
  - Habitat type : pelouses vivaces des lithosols, médioeuropéennes, orophiles, basophiles
  - Aire de répartition : européen occidental

Données d'après : Julve, Ph., 1998 ff. - Baseflor. Index botanique, écologique et chorologique de la flore de France. Version : 23 avril 2004.

## Parasitisme
Les feuilles de la Joubarbe des toits sont parfois parasitées par les larves de la Syrphe Cheilosia caerulescens.

## Distribution et habitats
Sempervivum tectorum est originaire d'Europe (France, Espagne, Italie, ex-Yougoslavie, Allemagne, Autriche, Hongrie, Pologne, Suisse) et Maroc. En France, elle se rencontre surtout dans le Jura, les Alpes, le Massif Central et les Pyrénées ; entre 200 et 3 000 m.
Elle s'est naturalisée dans les autres pays d'Europe.
Elle croît sur les pelouses rocailleuses, les rochers, surtout dans les montagnes, en position ensoleillée. Dans les villages, elle pousse spontanément sur les vieux murs et les toits.
Elle est fréquemment cultivée et souvent échappée, y compris en plaine et en Corse.

## Culture
La joubarbe des toits est une plante de plein soleil. Elle a besoin de très peu de sol pour pousser, il est possible de la planter dans les anfractuosités d'un muret par exemple mais elle supporte mal la concurrence d'autres plantes pour la lumière, y compris les mauvaises herbes en raison de sa faible hauteur. En cas de manque de lumière, les feuilles s'allongent et la plante prend une apparence peu esthétique et stoppe son développement.
Elle est très résistante à la sécheresse, pouvant se passer d'eau pendant plusieurs mois sans problèmes. L'arroser ne sert qu'à obtenir une multiplication plus rapide mais n'est absolument pas nécessaire. Elle résiste aussi très bien au froid, y compris à un gel fort (aucun problème à −15 °C).
Elle ne nécessite quasiment pas d'entretien. Un éclaircissage annuel peut être souhaitable pour un plus bel aspect.

## Sous-espèces
Il existe un grand nombre de sous-espèces qui sont souvent très difficiles à distinguer. Certaines d'entre elles autrefois reconnues sont tombées aujourd'hui en désuétude faute de critères de différenciation vraiment déterminants. Parmi les sous-espèces encore reconnues aujourd'hui, on peut citer par exemple :
- la joubarbe d'Auvergne (Sempervivum tectorum subsp. arvernense (Lecoq & Lamotte) Rouy & E.G. Camus), endémique du Massif central, qui se distingue de l'espèce de base par une plus grande pilosité des feuilles[7]. Mais ce critère peut varier suivant les stations.
- S. tectorum subsp. alpinum (Griseb & Schenk) Arcang.
- S. tectorum subsp boutignyanum (Gren. & Billot) H.Jacobsen
- S. tectorum subsp decoloratum (Jord. & Fourr.) B.Bock

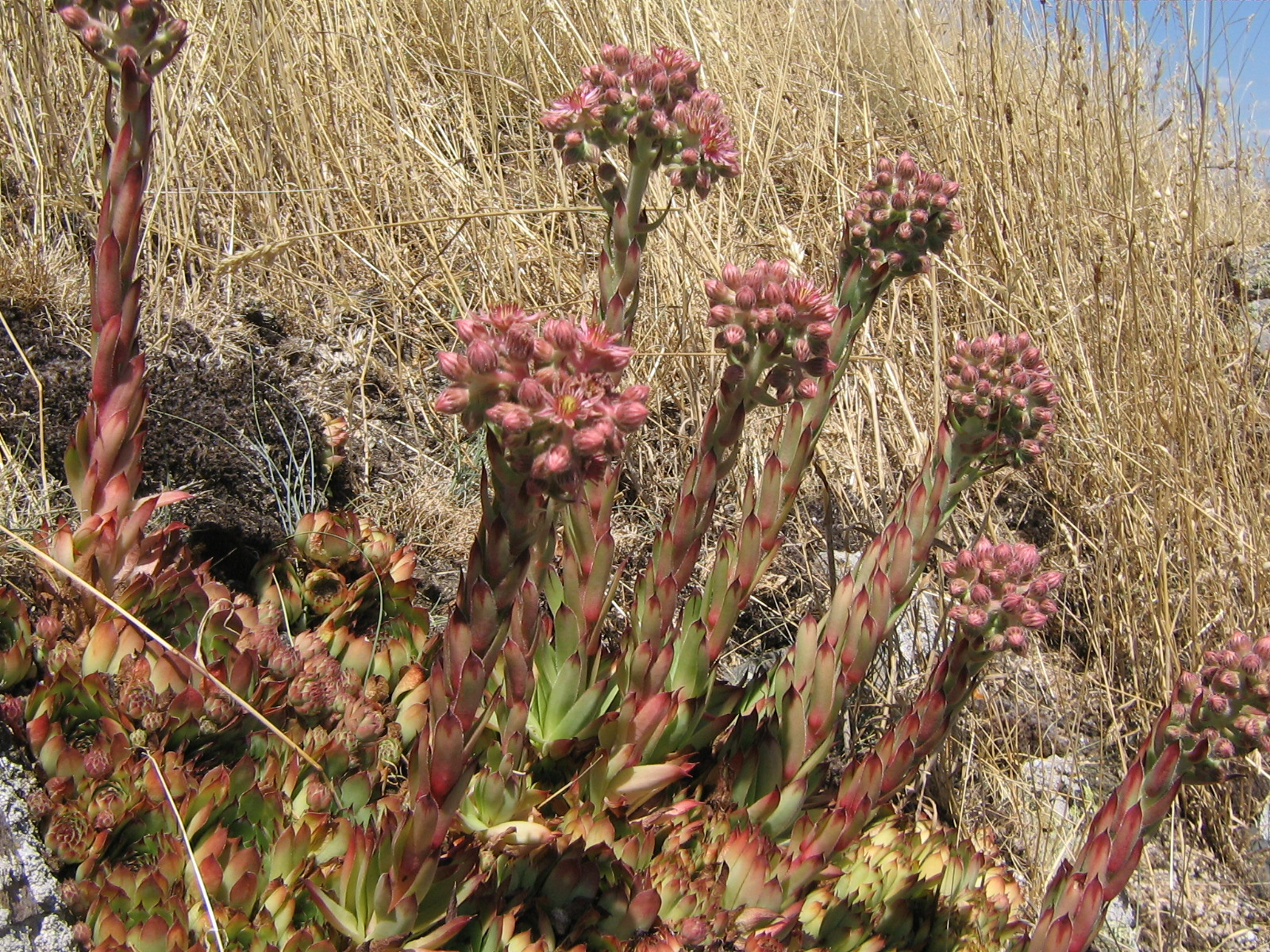
Joubarbe d'Auvergne (Aubrac)
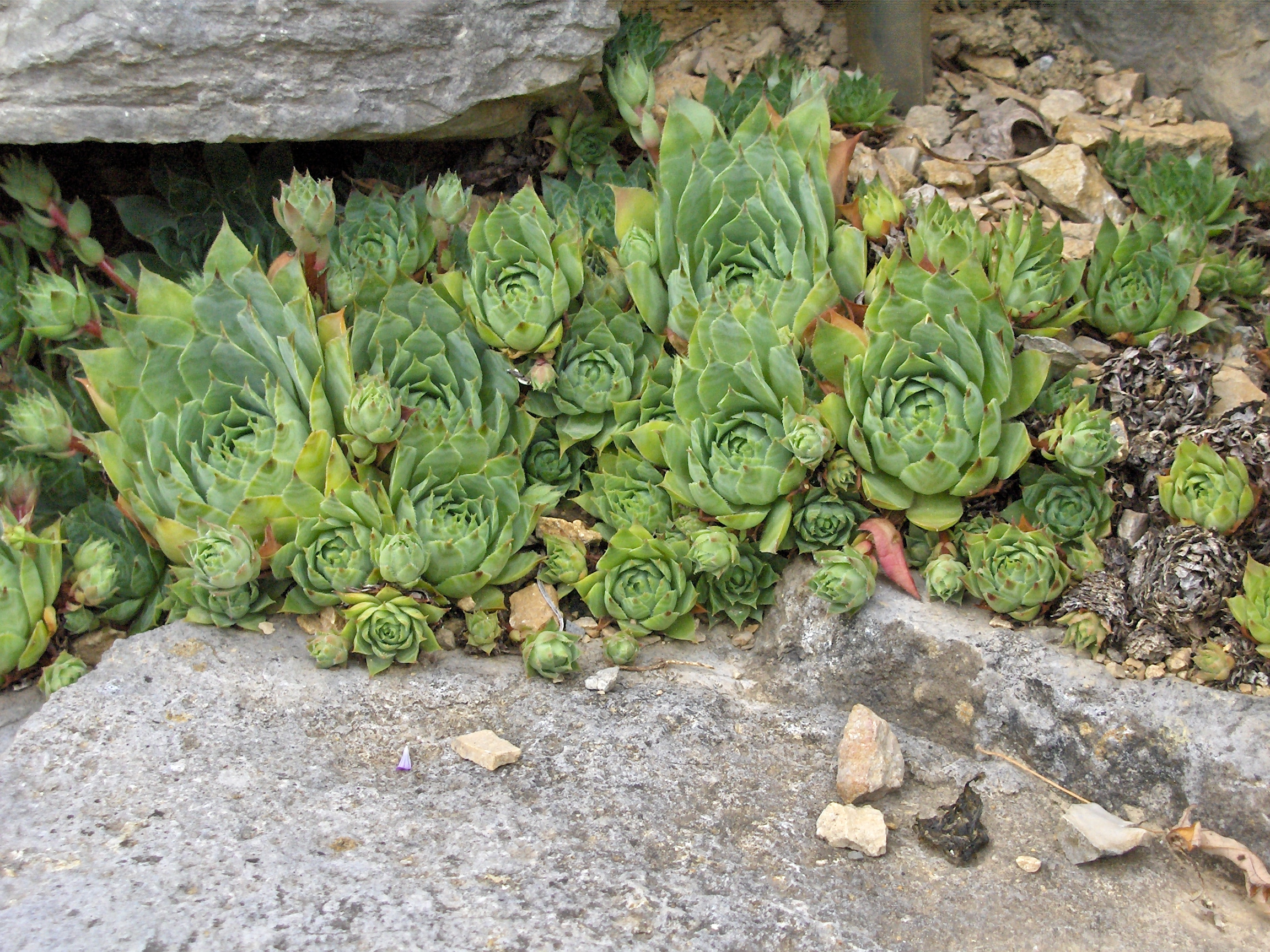
Sempervivum tectorum
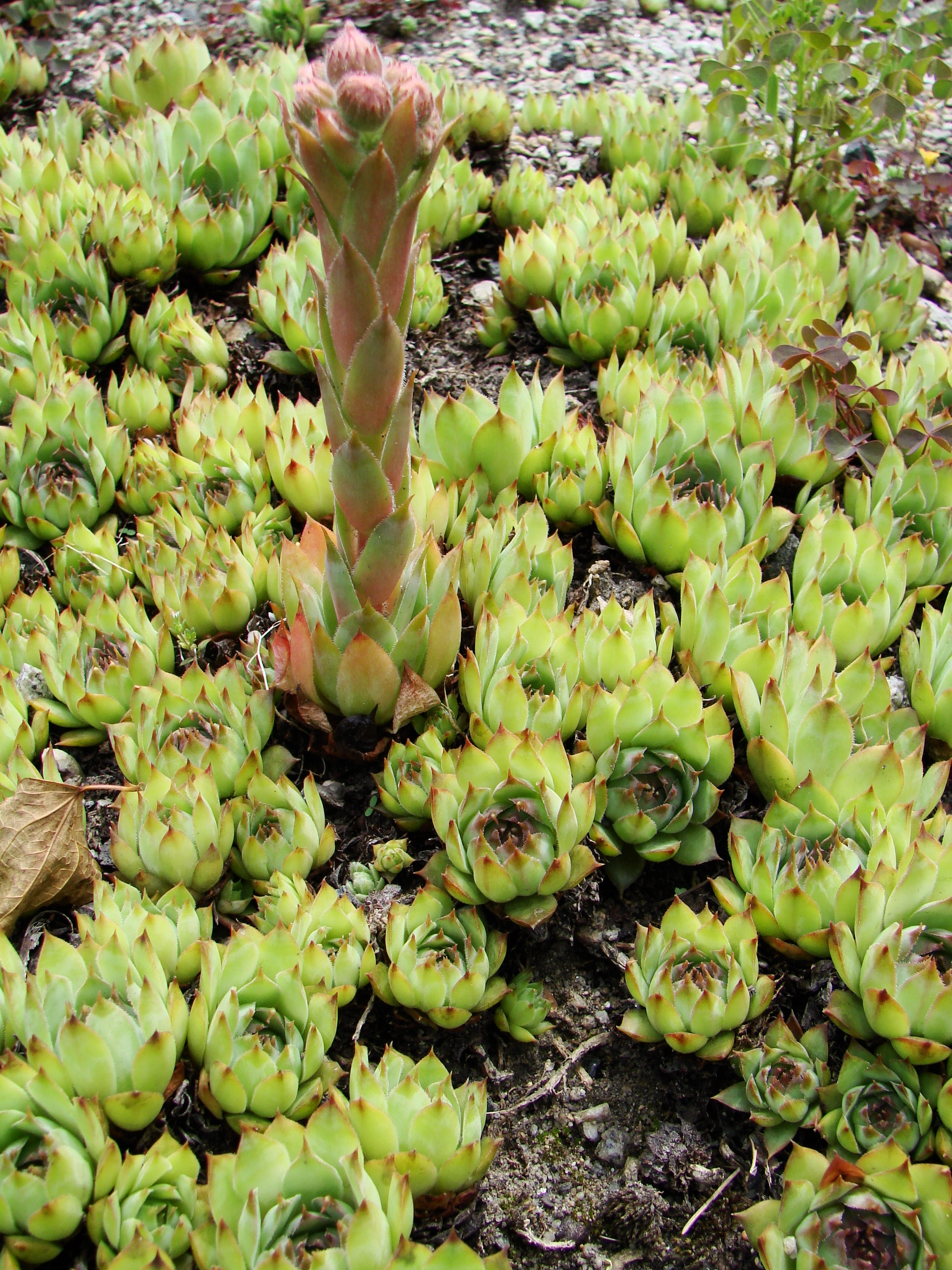
Sempervivum tectorum boutignyanum